# Preadolescencia
La preadolescencia es un período de desarrollo del ser humano que abarca el pase de la infancia a la adolescencia. Se extiende, dependiendo de las distintas interpretaciones y del sexo y el desarrollo psicológico y sexual de cada individuo, entre los 9 y los 12 años de edad.
En la preadolescencia, el niño experimenta cambios biológicos y sociales, así como transformaciones cognitivas que le van a permitir enfrentarse a las tareas intelectuales propias de un adulto. El comienzo de este período está caracterizado por el desarrollo físico, mientras que lo que caracteriza su final es la aparición del pensamiento formal.

## Introducción
En estos años, el ritmo de crecimiento disminuye, se sigue creciendo pero más lentamente. El cuerpo en la preadolescencia ya no es como en la niñez, pero tampoco llega a desarrollarse como en la adolescencia.
- Duelo por el cuerpo y por la relación infantil con los progenitores;
- Reestructuración del esquema e imagen corporal;
- Ajustes a emergentes cambios sexuales físicos y fisiológicos;
- Estímulo de las nuevas posibilidades que abren estos cambios;
- Necesidad de compartir los problemas con los progenitores;
- Fluctuaciones del ánimo;
- Fuerte conciencia por las necesidades;
- Capacidad de evaluar mayores méritos y debilidades;
- El juego mantiene su importancia;
- La disciplina se acepta con exigencia de derechos y la preocupación por la justicia;
- Afirmación a través de la oposición[cita requerida];
- Curiosidad investigativa, interés por el debate;
- Relaciones grupales con el mismo sexo;
- Movimientos de regresión y avance en la exploración y abandono de la dependencia.

En la preadolescencia, el niño puede ocultar sus pensamientos ante los mayores[cita requerida], en ocasiones manifestando agresividad y pasión en la defensa de sus intereses. Confía más en sus amigos que en los adultos[cita requerida]. En su comportamiento predominan las contradicciones, puesto que, por un lado, mantiene conductas infantiles, mientras que por el otro, comienza a dar indicios de independencia que llegarán a realizarse en la adolescencia.

## Psicología del desarrollo
El preadolescente tiene una visión diferente del niño en forma significativa:
- Tiene un sentido más desarrollado de mirar hacia el futuro y ver los efectos de sus acciones (a diferencia de la primera infancia donde muchas veces no se preocupan por su futuro).
- Expectativas de empleo más realistas.
- A menudo tiene más tareas, como ayudar en la casa.
- Ver las relaciones humanas de manera diferente (captar el lado imperfecto y humano de las figuras de autoridad). Los preadolescentes a través de la madurez emocional son capaces de hacer esta acción.
- Desarrollo de la identidad.
- Sentimiento de independencia. Búsqueda de la intimidad.
- Opinión propia acerca de la moralidad.[cita requerida]
- Pensamientos y acciones más maduras.[cita requerida] Pensar y reaccionar a los estímulos como adulto.
- A menudo, comienza a experimentar limerencia (el amor).
- Puede comenzar a preocuparse por su apariencia y por su vestimenta.
- Mayor exposición a la cultura popular: internet, programas de televisión, películas, moda, tecnología, música.
- Miedo a los secuestros, los medios de comunicación y eventos de miedo, en oposición a las nociones de fantasía (brujas, monstruos, fantasmas).[cita requerida]
- En caso de las niñas (11, 12 o 13 años), el miedo a la menarquia.
- Tanto los varones como las chicas (11, 12, 13) descubren su deseo sexual.

## Separación de los padres
Es en esta etapa del desarrollo donde se inicia la identificación con el grupo de pares. Comienzan a desligarse poco a poco de sus progenitores para comenzar a experimentar la sensación de pertenecía a un grupo. Ahora, las personas externas a la familia van a tener mayor influencia en la formación de la personalidad del individuo. La separación de los progenitores trae consigo conflictos entre el preadolescente y las figuras de autoridad.
Los sentimientos de amistad producen una gran satisfacción y amplían el campo de actuación social, provocando seguridad en sí mismo. Éstos conceden una gran importancia a percibirse y a ser visto como un individuo socialmente integrado por lo que busca, y que acepta voluntariamente su pertenencia a un grupo. Por otro lado, la falta de amistad o el fracaso en lograr un grupo social, provoca sentimientos de inseguridad e inestabilidad social, lo que afecta la autoestima.

## Desarrollo emocional en preadolescentes
Los niños que atraviesan la preadolescencia aprenden a regular sus emociones, observando las actuaciones de sus propios progenitores o adultos de su entorno inmediato. Debido a esto, cuando los progenitores y los docentes adquieren competencias emocionales apropiadas están en condiciones de contribuir a un mejor desarrollo de las competencias emocionales en sus descendientes y su alumnado.
La madurez emocional de los niños se forma a medida que los progenitores les enseñan y practican con ellos, considerando aspectos tales como expresar sus sentimientos, evitar los juegos de poder, ser sinceros, comprender temores y dudas, enseñarles a defenderse emocionalmente y ser pacientes.
Debido a la socialización patriarcal[cita requerida], las chicas suelen ser más vulnerables a experimentar y expresar síntomas emocionales frente a las condiciones de adversidad familiar que los varones. Esta vulnerabilidad contribuye a que en la adolescencia las mujeres tiendan a reaccionar a eventos estresantes con estados afectivos negativos. Se encuentra mayor evidencia de dicha vulnerabilidad en la adolescencia debido a que hay una mayor cantidad de estresores a los que deben enfrentarse.
Entre los factores que influencian en la mayor vulnerabilidad de las preadolescentes se encuentran el interés por sus relaciones interpersonales, mayor empatía con el sufrimiento de los demás, tendencia a la metacognición y a enfocarse a en sí mismos como estilo de afrontamiento. Además, tienen una autoestima frágil y dependiente de la imagen corporal.

### Insatisfacción corporal
Se ha observado una vinculación entre los cambios psicológicos y físicos durante la preadolescencia y la imagen negativa del cuerpo, las conductas alimentarias no saludables, dieta e insatisfacción corporal. Las conductas de este tipo pueden tener como consecuencias el retraso en el crecimiento, la pubertad tardía, fatiga, problemas gastrointestinales, deficiencias nutricionales, lesiones óseas y trastornos de la conducta alimentaria.[cita requerida] 
Las principales variables que tienen relación en el desarrollo de la insatisfacción corporal son los factores socioculturales como la familia, principalmente la percepción que tienen los niños; preadolescentes de las actitudes y comportamientos relacionados con el peso y, la alimentación de los miembros de su familia; los pares dando relevancia a las burlas y críticas relacionadas con el peso y la apariencia que pueden favorecer la insatisfacción corporal y los medios de comunicación que establecen las normas de apariencia.